# Barton Moss
Barton Moss var en civil parish från 1894 till 1933 då den blev en del av Eccles och Worsley, i grevskapet Lancashire (nu Greater Manchester), i England. Denna civil parish hade 167 invånare år 1931.